# 杨银波
杨银波（1983年3月3日—），曾名杨锋全，出生于中国重庆，系独立作家兼编辑，作品内容以批判题材、底层调查和时政思潮为主。

## 生平
在学生时代，杨银波曾获“市三好”荣誉，接受过美术、摇滚的初期启蒙。早期受李敖、柏杨、龙应台、余杰等作品的影响，17岁在《中国青年报》以笔名金甄发表处女作《写给我的家人——中国人》，被收录于经济日报出版社的《百年遗嘱》一书。临近高三时（2000年），以尖子生身份在重庆市永川萱花中学退学自修。2001年参加高考。同年，以笔名斗志介入互联网写作，曾发表长篇小说《野草疯长》。2002年，在湖南常德师范学院当旁听生。 
2002年底，杨银波到广州调查东升农场的劳资问题，引发著名论坛《关天茶舍》的“斗志事件”。2003年，在异见媒体《观察》以真名杨银波发表《郑贻春采访录》，开始正式写作、调查，曾推动广州某村的反腐败和民主选举——这一年也被称为“公民维权年”。多年来，杨银波持续反映贫困户、重症患者、工伤者、遭受拖欠工资者、其他权益受损者、被无辜打压迫害者等的呼声，多次采访底层弱势群体、民间异见人士和介入公共事件。 

## 详情
杨银波出生于重庆偏远农村的一户贫困农民家庭，其父杨庆华，其母梁如成。10岁时，父母外出当建筑工、农场工，自此十年相隔，杨银波即成为中国农村留守少儿群体中的一员，因此对弱势群体和底层人民有着极深刻的认识。在2003年出道前，杨银波曾受到作家余樟法（东海一枭）、政论家郑贻春的启蒙，并创办电子杂志《百年斗志周刊》。这份电子杂志，后来被依次更名为《维权通讯》（2005年）、《复出文档》（2006年）、《壹刊》（2008年）。
杨银波是国际笔会独立中文笔会第一届会员，2003年由身居美国的蔡楚和贝岭推荐，经刘宾雁批准、郑义通知，成为当时笔会最年轻的会员。2005年，曾获独立中文笔会第一届“林昭纪念奖”提名（当届获奖者系卢雪松）。2006年，又成为中国自由文化运动第一批成员。曾多次接受美国、台湾媒体的采访，并曾在台北中央广播电台主讲26集关于中国农民工状况与呐喊的电台节目（《中国农民工调查》、《民工的钱与命》），亦曾担任《大纪元》专栏作家，是多家异见媒体的知名作者。除以独立写作、传播独立意见为主业外，杨银波目前还兼任某文化传媒公司的首席编辑。 
杨银波在中文互联网上被视为中国新一代青年的“牛人”之一，也是80后一代中具备苦难意识的罕见者，经历了从敢言青年向维权作家的转型。2003年底，年仅20岁的杨银波就发表过2003年度的《中国民间人权报告》。其歌词《不灭的理想》在2004年被盘古乐队谱曲、演唱、发行，并收录于摇滚乐CD《不同的声音》。其第一篇被公认为真正震撼人心的作品，是《杨银波遗书》。亦有三篇作品，曾获两届全球征文大赛（“红朝谎言录”征文、“中国公民维权”征文）的三等奖和荣誉奖。 
杨银波的关注层面和介入内容极其庞杂，题材不尽，体裁不拘，同时也相当高产。截至2008年，已发表过近400万字作品的杨银波，未曾出版过一本纸质书籍，但互联网流传着《杨银波五年作品选》，其21集电视剧剧本《中国的主人》亦有连载。网络读者认为，其作品具备激情、热血、愤怒、压抑、苦涩、悲悯等特性，是公民主义与理想主义的复杂结合体。大陆电视剧《生存之民工》编剧李晓兵评价杨银波是“苦行僧”，台湾作家陈柏达评价其为“圣徒”，而杨银波则评价自己是“公民”。
2006年，杨银波在家乡重庆创建民间公益图书馆——“天问图书馆”，《重庆时代信报》特稿部曾就此专访。2007年，杨银波的母亲脑出血导致半边瘫、眼模糊，随后，其祖父因心绞痛去世，在此背景中，杨银波结婚成家——妻子李秀梅，来自四川省南充市农村（对此，其散文《忆吾妻》均有记述）。2008年，杨银波在《牛博网》、《1510部落》、《新浪网》等网站创建博客《公民杨银波》，依然倾注弱势底层，切入敏感问题，均受到关注。
杨银波的两句口头禅是：（1）照想的去说，照说的去做；（2）推动维权公益，追求民主自由。